# Vuisternens-en-Ogoz
Vuisternens-en-Ogoz is een plaats en voormalige gemeente in het Zwitserse kanton Fribourg en maakt deel uit van het district Saane/Sarine.
Vuisternens-en-Ogoz telt 995 inwoners. In 2016 is de gemeente gefuseerd naar de fusiegemeente Gibloux.

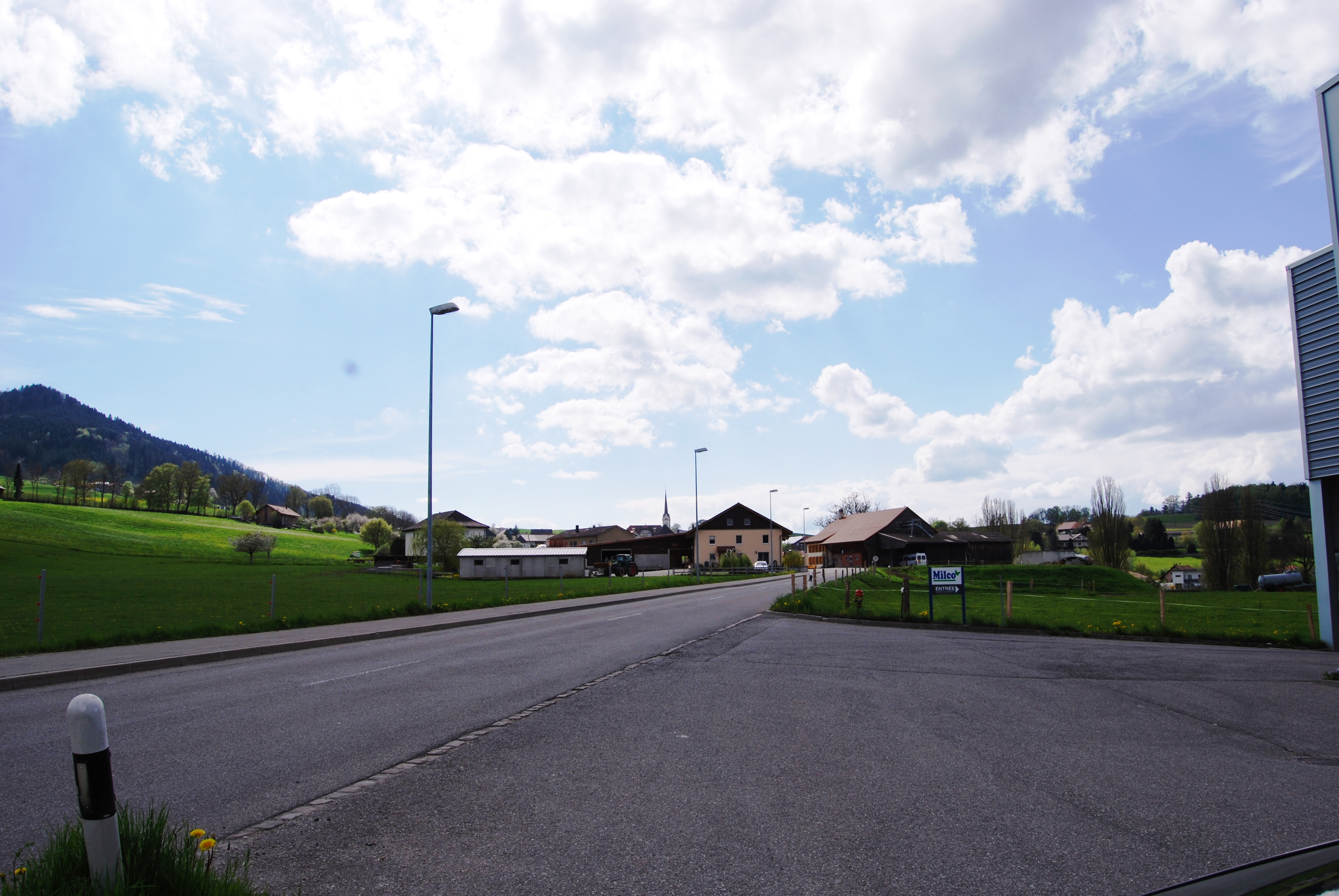
Vuisternens-en-Ogoz